# 2017 у Миколаєві
| Роки в Миколаєві ← • 2001 • 2002 • 2003 • 2004 • 2005 • 2006 • 2007 • 2008 • 2009 • 2010 • 2011 • 2012 • 2013 • 2014 • 2015 • 2016 • 2017 • 2018 • 2019 • 2020 • 2021 • 2022 • 2023 • 2024 → |

2017 у Миколаєві — список важливих подій, що відбулись у 2017 році в Миколаєві. Також подано перелік відомих осіб, пов'язаних з містом, що померли цього року. З часом буде додано відомих миколаївців, що народилися у 2017 році.

## Населення
Чисельність наявного населення Миколаєва на 1 січня 2017 року склала 490,7 тис. осіб, що на 2,9 тис. осіб менше ніж 2016 (493,6).

## Події
- 26 квітня футбольний клуб МФК «Миколаїв» дістався півфіналу Кубку України з футболу 2016—2017, що стало найвищим досягненням команди в цьому турнірі. Миколаївці вдома поступилися київському «Динамо» з рахунком 0:4.
- 31 травня сформовано 203-й центр підготовки сержантського складу.

## Пам'ятки
- 21 квітня в Миколаївському обласному краєзнавчому музеї пройшли ювілейні урочистості, присвячені 150-річчю від заснування Південнослов'янського (Болгарського) пансіону. В рамках святкування відбулося відкриття бюста-пам'ятника видатному педагогу, діячу болгарського національного відродження, засновнику Південнослов'янського пансіону в Миколаєві — Тодору Мінкову[3].

## Особи

### Очільники
- 5 жовтня депутати Миколаївської міської ради визнали незадовільною роботу мера міста Олександра Сєнкевича і висловили йому недовіру. За це рішення проголосували 42 депутати з 42, що взяли участь в таємному голосуванні[4]. Участь у голосуванні не брали депутати від партії «Самопоміч». 9 жовтня рішення було підписане і вступило у законну силу. Ініціатором «імпічменту» Сєнкевич назвав голову Миколаївської обласної державної адміністрації Олексія Савченка[5]. Виконуючою обов'язки мера стає секретар міської ради Тетяна Казакова. Однак вже 16 березня наступного року Центральний суд Миколаєва визнав недійсним рішення міськради про відсторонення від посади мера Сєнкевича[6].

### Городянин рокуі «Людина року»
- Номінація «Культура» — Терентьєв Володимир Львович, диригент Муніципального камерного оркестру.
- Номінація «Мистецтво» — Алексєєв Володимир В'ячеславович, президент Миколаївського джаз-клубу.
- Номінація «Наука і вища школа» — Шитюк Микола Миколайович, директор Інституту історії, політології й права Миколаївського національного університету імені В. О. Сухомлинського.
- Номінація «Середня школа» — Кузнецова Ірина Дмитрівна, вчитель англійської мови Академії дитячої творчості.
- Номінація «Фізкультура і спорт» — Буряк Олена Святославівна, чемпіонка світу та Всесвітніх ігор 2017 року з академічного веслування на ергометрах.
- Номінація «Промисловість і транспорт» — Голодницький Олександр Григорович, начальник філії «Дельта-лоцман» ДП «Адміністрація морських портів України».
- Номінація «Підприємництво» — Белов Вадим Леонідович, генеральний директор ТОВ ВТФ «ВЕЛАМ».
- Номінація «Охорона здоров'я» — Шишко Людмила Дем'янівна, головний лікар дитячої поліклініки № 3.
- Номінація «Засоби масової інформації» — Данилов Ігор Миколайович, оглядач газети «Вечерний Николаев».
- Номінація «Благодійність і соціальне партнерство» — Черепанов Андрій Володимирович, керівник морської агенції Pacific Maritime.
- Спеціальна номінація «Слава міста» — Абраменко Олександр Володимирович, чемпіон з фрістайлу зимових Олімпійських ігор у Пхьончхані.
- Спеціальна номінація «Літопис Миколаєва» — Горбуров Євген Григорович, історик-краєзнавець, автор численних книг про історію Миколаєва та видатних людей міста.
- Спеціальна номінація «Я люблю рідне місто» — Гольденберг Михайло Давидович, голова громадської організації «Миколаївська обласна єврейська громада», Ященко Леонід Григорович, художник, Гуллєр Володимир Ілліч, заслужений будівельник України, ветеран будівельної галузі та місцевого самоврядування.
- Номінація «Людина року» — Сипко Сергій Олександрович, президент компанії «Agrofusion».

### Померли
- Батуріна Надія Петрівна (26 листопада 1928, Миколаїв — 25 квітня 2017, Київ) — радянська, українська актриса театру, кіно і телебачення, театральний режисер. Народна артистка України.
- Вінник Іван Йосипович (22 червня 1929 — 6 грудня 2017) — організатор і керівник вітчизняного суднобудування, Герой Соціалістичної Праці.
- Григор'єв Володимир Миколайович (18 серпня 1938, Миколаїв — 14 лютого 2017, Санкт-Петербург) — радянський і російський кінорежисер, сценарист і продюсер.
- Грицай Юрій Олександрович (3 серпня 1925, Сальськ, РСФРР — 23 листопада 2017, Миколаїв) — український педагог, професор, кандидат педагогічних наук (1974), почесний громадянин міста Миколаїв.
- Гуцаленко Микола Віталійович (19 грудня 1991 — 23 лютого 2017) — український військовик, командир 2-го десантно-штурмового взводу 3-ї роти 1-го батальйону 79-ї окремої десантно-штурмової бригади, молодший лейтенант. Майстер спорту України з веслування.
- Клімов Роман Робертович (30 червня 1989, Миколаїв, Українська РСР — 2 лютого 2017, Авдіївка, Донецька область, Україна) — старший солдат Збройних сил України, учасник війни на сході України, снайпер, кулеметник (72-га ОМБр).
- Кузьменко Олександр Сергійович (26 вересня 1980, Миколаїв — 19 листопада 2017, Кам'янка) — прапорщик Збройних сил України, учасник російсько-української війни.
- Маркитан Олексій Віталійович (18 червня 1959, Миколаїв — 26 червня 2017, Миколаїв) — український художник. Член Національної спілки художників України.
- Олійник Віталій Миколайович (14 вересня 1933, Добрянка — 4 січня 2017, Миколаїв) — український письменник і журналіст.
- Рижков Сергій Сергійович (22 червня 1958, Миколаїв, Українська РСР — 1 листопада 2017, Миколаїв, Україна) — професор, академік Академії наук вищої школи України, директор науково-дослідного інституту проблем екології та енергозбереження, завідувач кафедри екології та ректор Національного університету кораблебудування імені адмірала Макарова.